# عظاءة أسكبتية
العظاءة الأسكبتية (الاسم العلمي:†Askeptosaurus) هي جنس من الزواحف تتبع فصيلة العظايا الأسكبتية من رتبة العظائيات المحيطية.